# SMS Group
SMS Group, under moderbolaget SMS Holding GmbH, är ett tyskt maskinföretag, som tillverkar olika slags utrustning till stål- och aluminiumindustri, som ugnar och valsverk. Det är helägt av familjen Heinrich Weiss  (född 1942) och har huvudkontor i Düsseldorf.
SMS Group är en av finansiärerna av det planerade vätgasbaserade stålverket H2 Green Steel i Boden.

## Historik[3]
SMS grundades 1871 som en smedja i Siegen. Under tidigt 1900-tal började företaget tillverka maskiner och karosser och bytte namn 1918 till Siegener Maschinenbau AG (Siemag). Det tog 1927 över Gebrüder Klein-AG Maschinebau i Dahlbruch i Hilchenbach och började då också tillverka valsverk, som senare blev bolagets huvudprodukt.
År 1973 fusionerades Siemag och Schloemann till SMS Schloemann-Siemag AG, vilket 1999 tog den metallurgiska verksamheten inom Mannesmann Demag AG. Detta och andra företagsköp ledde till att MAN och Siemens blev delägare i företaget. Familjen Weiss har sedan köpt upp minoritetsandelarna under 2000-talet, så att företaget åter är helägt av familjen.